# Salselas
Salselas is een plaats (freguesia) in de Portugese gemeente Macedo de Cavaleiros en telt 480 inwoners (2001).